# Molí del Castell (Boadella i les Escaules)
Molí del Castell és un molí del municipi de Boadella i les Escaules (Alt Empordà) inclòs en l'Inventari del Patrimoni Arquitectònic de Catalunya.

## Descripció
Situat al sud-est del nucli urbà de la població de Boadella, a escassa distància del terme pel camí que porta al puig Penjat.
Edifici aïllat de planta rectangular, format per dos cossos adossats, i construït en una zona en pendent. Presenten les cobertes de teula de dos vessants i estan distribuïts en planta baixa i pis. La façana principal, orientada a migdia, presenta una moderna torre quadrada adossada a l'extrem de ponent del parament, relacionada actualment amb la producció d'energia. Al centre de la façana hi ha el portal d'accés, d'obertura rectangular amb els brancals bastits amb carreus ben desbastats i la llinda plana monolítica. S'intueix un petit arc de descàrrega a la part superior de l'obertura. Les finestres són força més senzilles, rectangulars i reformades. La façana de ponent de la construcció presenta obertures rectangulars bastides amb maons, tot i que força transformades. En canvi, les finestres de la façana de tramuntana són d'arc rebaixat i amb els emmarcaments arrebossats. En aquesta mateixa banda de la construcció hi ha les restes de la bassa. Pel que fa a la façana de llevant, cal mencionar una obertura rectangular actualment tapiada, que està bastida en pedra i amb la llinda plana gravada amb la següent inscripció: "1787 JOAN MARGE ME FECIT 8BRE 23".
La construcció és pedra sense treballar de diverses mides, lligada amb abundant morter de calç.

## Història
Molí edificat l'any 1787 per la família Marcè. Possiblement bastit sobre un molí anterior que devia pertànyer al baró del castell. A principis del segle xx, concretament l'any 1915, el seu propietari, Francesc Sala el va vendre a la Societat Hidroelèctrica de Figueres. Va passar a funcionar com a central hidroelèctrica a partir d'aquell moment.